# Алекс Фіва
Алекс Фіва (29 січня 1986 , Ньюпорт-Біч, Каліфорнія ) — швейцарський фристайліст, срібний призер Олімпійських ігор 2022 року, чемпіон світу.

## Олімпійські ігри
| Рік  | Місто                     | Скікрос |
| ---- | ------------------------- | ------- |
| 2014 | Сочі, Росія               | 31      |
| 2018 | Пхьончхан, Південна Корея | 9       |
| 2022 | Пекін, Китай              | 2       |

## Чемпіонат світу
| Рік  | Місто                  | Скікрос |
| ---- | ---------------------- | ------- |
| 2011 | Дір-Веллі, США         | 25      |
| 2013 | Восс, Норвегія         | 11      |
| 2015 | Крайшберг, Австрія     | 28      |
| 2017 | Сьєрра-Невада, Іспанія | 21      |
| 2019 | Парк-Сіті, США         | 4       |
| 2021 | Ідре, Швеція           | 1       |